# Galeria de Arte Nacional (Caracas)
A Galeria de Arte Nacional (GAN) é um museu de arte dedicado à exibição e preservação de obras de artes venezuelanas. A GAN encontra-se no chamado circuito cultural da cidade de Caracas. Atualmente, há mais de 6.000 peças em suas 11 salas. 

## História

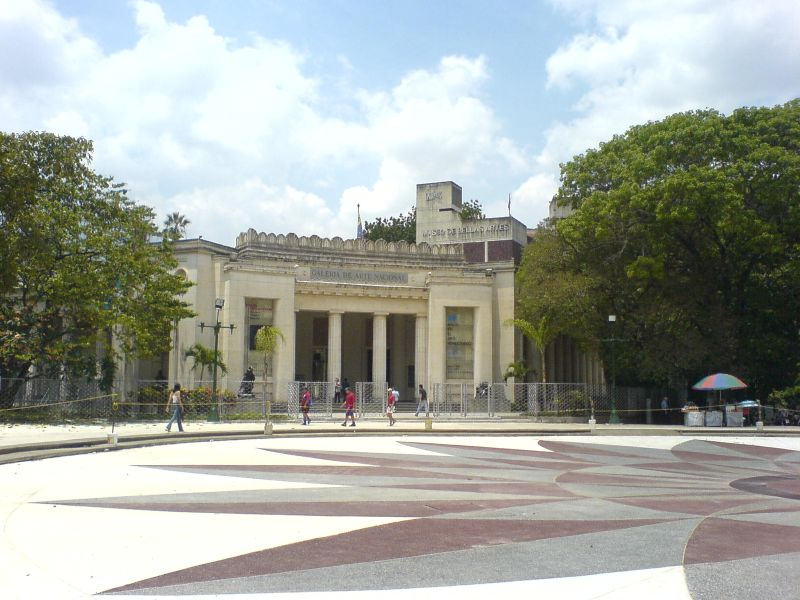
Edifício da antiga sede da Galería de Arte Nacional (1976-2009).

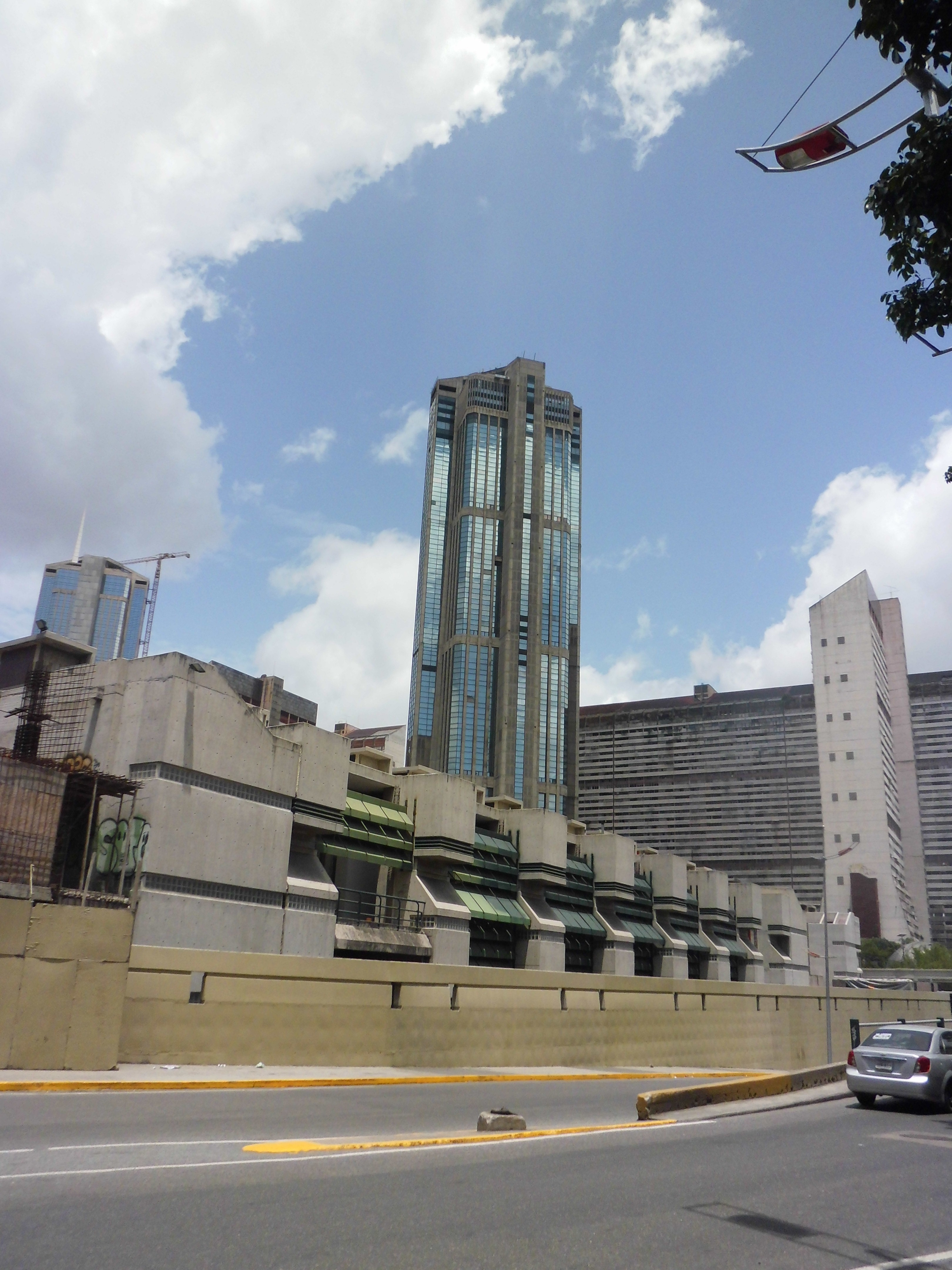
GAN, fachada oeste

A Galeria Nacional de Arte foi fundada em outubro de 1974 com a intenção de destacar a arte venezuelana em uma sala, entretanto, não existia uma sede real para a galeria, então decidiu-se conceder o antigo edifício do Museu de Belas Artes construído em 1938 pelo arquiteto Carlos Raúl Villanueva, para o museu.
A GAN abre suas portas em abril de 1976 e apenas depois de um ano de exposições, o seu próprio edifício é proposto, mas a ideia não sai do papel até 1988, quando se iniciam as obras.

### Nova sede da galeria
Em 2005, retomam-se se os planos para uma nova tendo em conta uma estrutura projetada pelo arquiteto Carlos Gómez de LlarenaEm meados de 2006, inaugura-se a primeira etapa localizada a menos de 600 metros de sua sede antiga.
A galeria é pelo presidente Hugo Chávez em 25 de abril de 2009 fortalecendo o novo centro cultural difundindo o circuito de Caracas. A arquitetura horizontal do novo edifício é constituída  por três volumes que somam aproximadamente 30.000 m2. Atualmente, a nova GAN é a edificação artística maior dimensão concebida na Venezuela e na América Latina.